# 마이티 아프로디테
《마이티 아프로디테》(영어: Mighty Aphrodite)는 미국에서 제작된 우디 앨런 감독의 1995년 코미디 영화이다. F. 머리 에이브러햄 등이 출연하였고, 로버트 그린헛 등이 제작에 참여하였다.

## 줄거리
시칠리아 타오르미나의 고대 그리스 극장 유적에서 그리스 코러스가 레니 웨인립의 이야기를 소개하고 해설한다. 레니는 맨해튼의 스포츠 기자이며, 야심찬 미술 큐레이터 아만다와 결혼했다. 부부는 갓난아들을 입양하여 맥스라고 이름 짓는다. 레니가 맥스와 더 많은 시간을 보내면서 아이가 놀라울 정도로 재능이 있다는 것이 분명해진다. 호기심이 생긴 레니는 맥스의 친어머니의 신원을 밝히는 데 집착한다.
광범위한 검색 끝에 레니는 맥스의 친어머니가 다양한 이름으로 활동하는 매춘부이자 시간제 포르노 배우라는 것을 알게 된다. 그녀는 자신의 본명이 레슬리 애시이며 스페인어로 '예쁘다'는 뜻의 린다로 불리는 것을 선호한다고 밝힌다. 레니는 린다의 아파트에서 만나기로 약속하지만, 어떠한 친밀한 활동도 하지 않는다. 대신 그는 그녀에게 현재의 생활 방식을 버리고 더 건전한 삶을 추구하도록 격려한다. 린다는 화를 내며 레니의 돈을 돌려주고 그에게 떠나라고 요구한다.
낙담하지 않은 레니는 린다와 친구가 되어 그녀의 환경을 개선시키기로 결심한다. 그는 성공적으로 린다를 학대하는 포주에게서 벗어나도록 돕고, 케빈이라는 이름의 복서와 연결시키려고 한다. 처음에는 잘 어울리는 커플처럼 보였지만, 케빈이 린다의 과거를 알게 되면서 그들의 관계는 틀어진다.
한편, 레니와 아만다의 결혼 생활은 린다에 대한 레니의 몰두, 아만다의 직업적 야망, 그리고 그녀의 동료 제리와의 관계로 인해 흔들리기 시작한다. 아만다는 결국 레니에게 제리와의 관계를 탐색하고 싶다고 고백한다. 그러나 레니와 린다는 각자의 이별 후 서로에게 위안을 찾고 결국 관계를 맺는다. 하지만 다음 날, 레니는 아만다와 화해하고 여전히 깊이 사랑하고 있음을 깨닫는다.
린다는 케빈의 마음을 되찾으려 노력하지만 실패한다. 맨해튼으로 돌아가는 길에 그녀는 헬리콥터가 착륙하는 것을 목격하고 조종사 돈에게 태워주겠다고 제안한다. 그리스 코러스는 린다가 레니의 아이를 임신했지만, 결국 돈과 결혼할 것이라고 밝힌다. 약 1년 후, 린다(갓난 딸과 함께)와 레니(맥스와 함께)는 장난감 가게에서 우연히 만난다. 연결 고리를 알지 못하는 린다는 레니에게 도움을 준 것에 대해 감사를 표하고 그를 놀라게 한다. 결론적으로, 그리스 코러스는 활기찬 노래와 춤을 선보인다.

## 출연진
- 우디 앨런
- 미라 소비노
- 헬레나 보넘 카터
- 마이클 래퍼포트
- F. 머리 에이브러햄
- 올림피아 두카키스
- 데이비드 오그던 스타이어스
- 잭 워든
- 대니엘 펄런드
- 피터 웰러
- 클레어 블룸
- 폴 허먼
- 폴 지어마티
- 피터 맥로비
- J. 스미스캐머런

## 기타 제작진
- 공동 제작: 헬렌 로빈
- 협력 제작: 토머스 라일리
- 배역: 줄리엣 테일러
- 미술: 산토 로콰스토
- 의상: 제프리 컬런드